# Беррен, Том
Том Берре́н (фр. Tom Berrin; род. 19 июня 1995) — французский кёрлингист.

## Достижения
- Первенство Европы по кёрлингу среди юниоров: серебро (2010).

## Команды
| Сезон   | Четвёртый      | Третий                | Второй            | Первый            | Запасной                                      | Турниры             |
| ------- | -------------- | --------------------- | ----------------- | ----------------- | --------------------------------------------- | ------------------- |
| 2010    | Жоффруа Венсан | Гийом Венсан          | Родольф Венсан    | Фредерик Буттуден | Том Беррен тренер: Marc Lerave-Alexandre      | ПЕЮ 2010            |
| 2011    | Жоффруа Венсан | Родольф Венсан        | Фредерик Буттуден | Louis Gaddi       | Том Беррен тренер: Гийом Венсан               | ПЕЮ 2011 (11 место) |
| 2013    | Родольф Венсан | Jules Minarie Pagnier | Том Беррен        | Louis Gaddi       | Gaspard Delobel тренер: Jean-Olivier Biechely | ПЕЮ 2013 (11 место) |
| 2013—14 | Жоффруа Венсан | Гийом Венсан          | Родольф Венсан    | Фредерик Буттуден | Том Беррен тренер: Alain Contat               | ЧЕ 2013 (9 место)   |

(скипы выделены полужирным шрифтом)